# うさぎのヨシオ
『うさぎのヨシオ』は、近藤聡乃による日本の4コマ漫画作品。2008年10月14日に刊行が開始された隔月誌『Fellows!』（エンターブレイン）volume1からvolume18にかけて連載された。単行本は全1巻。
テレビ・ラジオ・漫画などをモチーフに話が展開される。

## 登場人物
ヨシオ
漫画家を目指しながら、「喫茶メリィ」でアルバイトをしているウサギ。つげ義春に影響されている模様。本名：鈴木ピョン吉。
ミカ
「喫茶メリィ」でバイトをしているウエイトレス。ヨシオに何かとちょっかいを出す（或いはいじる）。ミーハーな性格。
メリィ
「喫茶メリィ」のオーナーであるカメ。イライラすると首が伸びる。
トキコ
ヨシオのアパートの管理人。